# Aart de Geus
Aart J. de Geus (né en 1954) est le cofondateur, président et co-PDG de l’entreprise Synopsys Inc. Il est membre de l'IEEE et lauréat du prix Phil Kaufman. De Geus est titulaire d'un Master en génie électrique (1978) de l'École Polytechnique Fédérale de Lausanne (EPFL, Suisse) et d'un doctorat de la Southern Methodist University, Texas, États-Unis, en 1985

## Distinctions et récompenses
En 2002, de Geus a été reconnu par le magazine Electronic Business comme l’un des dix plus influents dirigeants industriels de l’année,. Il a été également récompensé par le prix du Pionnier Industriel par IEEE Circuits and Systems Society pour avoir introduit sur le marché la synthèse logique commerciale. Toujours en 2002, peu de temps après avoir réalisé la plus grande fusion de l'histoire de la conception assistée par ordinateur pour l'électronique (nommée également en anglais EDA pour Electronic design automation), De Geus a été nommé PDG de l'année par le magazine Electronic Business. En 2004, il a été nommé l’entrepreneur de l'année en informatique pour la Californie du Nord par Ernst & Young et associés (EY). De Geus est aussi lauréat du prix Phil Kaufman 2008 pour ses contributions éminentes dans le domaine de la conception assistée par ordinateur pour l'électronique. Il a reçu la médaille IEEE Robert N. Noyce pour son leadership dans le développement technologique et commercial de l'EDA, ainsi que le prix Robert N. Noyce décerné par la Semiconductor Industry Association,.